# Friedrich Foertsch
Friedrich Foertsch, född 19 maj 1900 i Drahnow, död 14 december 1976 i Goslar, tysk militär (general), Bundeswehrs andra generalinspektör från 1961 till 1963.

## Biografi
Foertschs militära bana började 1918 då han började som fanjunkare i Västpreussens infanteriregiment i Graudenz. Efter första världskrigets slut gick han med i frikåren innan han 1921 överfördes till Riksvärnet där han blev löjtnant 1922. 1932-1935 följde utbildning till generalstabsofficer vid Heereskriegsakademie. 1938 blev han del av den tredje armékårens generalstab. När andra världskriget var han officer i den 60:e infanteridivisionens generalstab. 1943 överfördes han till den 18:e armén på östfronten som generalstabschef. I januari 1945 utsågs han stabschef för armégruppen Kurland. Vid krigsslutet hamnade Foertsch i sovjetisk krigsfångenskap. 
I Sovjetunionen dömdes Foertsch för krigsförbrytelser till 25 års tvångsarbete. Han dömdes för att ha lett trupper och förband som förstörde städerna Pskov, Novgorod och Leningrad och som förintade historiska konstverk i städerna Gattjina, Peterhof, Pavlovsk och Pusjkin. I samband med Konrad Adenauers besök i Moskva 1955 nåddes en uppgörelse där de sista tyska krigsfångarna efter andra världskriget släpptes, däribland Foertsch.
Foertsch blev efter hemkomsten generalmajor i Bundeswehr. Han befordrades till generallöjtnant 1958 och kom 1959-1961 att tjänstgöra som ställföreträdande planeringschef vid Natos högkvarter Supreme Headquarters Allied Powers Europe i Paris. 1961 utsågs han till generalinspektör för Bundeswehr, en post han hade fram till pensioneringen 1963. 
Bror till Hermann Foertsch.